# 鈴木主水
鈴木 主水（すずき もんど）は、信濃国上田城主・真田昌幸の家臣として、上野国 名胡桃城の城将を務めたとされる人物。真田信之（信濃国上田藩初代藩主）の家臣であった鈴木忠重（右近）は、鈴木主水の子とされる。
『加沢記』などの軍記物には下記のように記されている。
- 名胡桃城（真田昌幸 領）の城将であった鈴木主水[注釈 1] は、天正17年（1589年）に猪俣邦憲（上野国沼田城〈後北条氏 領〉の城将[3]。真田昌幸と敵対していた後北条氏の、上野国方面指揮官である北条氏邦の家老[3]）によって名胡桃城を奪われた（名胡桃城事件と呼称される[4]）[4]。
- 鈴木は後北条氏に偽って降伏し、隙を狙って猪俣を殺害しようと企み、沼田城下の正覚寺（群馬県沼田市に現存[1]）に逗留したが、企図が発覚して同寺で自決した[4]。

名胡桃城事件は、翌年の天正18年（1590年）の豊臣秀吉による小田原征伐、後北条氏の滅亡の直接の原因となった。しかし同事件の経過を具体的に伝える一次史料は存在せず、詳細は不明である。
そして「鈴木主水」に言及した一次史料が存在しないため、「鈴木主水」なる人物の詳細、「鈴木主水」なる人物の実在は不明である。「鈴木主水」が自決したとされる正覚寺には「鈴木主水の墓」と伝わる墓が存在するが、別人の墓ではないかという指摘を受け、かつて設置されていた案内板は撤去されている。